# Хейджо-Мару
Хейджо-Мару (Heijo Maru) — судно, яке під час Другої світової війни взяло участь в операціях японських збройних сил на сході Мікронезії.

## Початок історії судна
Хейджо-Мару спорудили в 1941 році на корабельні Uraga Senkyo на замовлення компанії Chosen Yusen, яка призначила його для використання на лінії між Токіо та Чосеном (наразі Інчхон у Кореї).
28 листопада 1941-го судно реквізували для потреб Імперського флоту Японії та переобладнали у канонерський човен. Під час модернізації, проведеної з 11 по 27 грудня на верфі Nippon Kokan, на Хейджо-Мару встановили чотири 120-мм гармати, два кулемети (один 13-мм Тип 93 та один 7,7-мм Тип 92) та пристрій для скидання глибинних бомб.

## Служба у Мікронезії
Наприкінці грудня 1941-го Хейджо-Мару включили до складу 6-го дивізіону канонерських човнів, який базувався на атолі Трук у центральній частині Каролінських островів (ще до війни тут створили потужну базу японського ВМФ, з якої до лютого 1944-го провадились операції у цілому ряді архіпелагів),
5 січня 1942-го Хейджо-Мару полишив Йокосуку і був тієї ж доби за кілька десятків кілометрів від виходу з Токійської затоки торпедований підводним човном USS Pollak. Втім, Хейджо-Мару не зазнав фатальних пошкоджень, а зміг повернутись у порт, де став на ремонт на верфі ВМУ у Йокосуці, який тривав до 28 січня.
2—10 лютого Хейджо-Мару здійснив перехід з Йокосуки до атола Трук. Упродовж наступних шести місяців він ніс тут патрульну службу, здійснивши численні виходи в межах протичовнових заходів та інколи для пошуку плавучих мін.
16 травня 1942-го південніше від Труку американський підводний човен торпедував судно Гойо-Мару (Goyo Maru), яке отримало важкі пошкодження та викинулось на риф. 17 травня Хейджо-Мару вперше вийшов на допомогу Гойо-Мару, а 19 числа узяв його на буксир та 23 травня привів на Трук.
У липні 1942-го Хейджо-Мару вирушив на Палау (важливий транспортний хаб на заході Каролінських островів, а через якийсь час попрямував до Японії. 14 серпня за дві з половиною сотні кілометрів на південний захід від Іводзіми його поцілив торпедою невідомий підводний човен, проте Хейджо-Мару не зазнав суттєвих пошкоджень, провів безрезультатний протичовновий пошук, а 18 серпня прибув до Йокосуки.
Вже 8 вересня 1942-го корабель знову вирушив до Мікронезії, маючи за перший пункт призначення Палау. До середини грудня Хейджо-Мару здійснив кілька рейсів між Палау та Труком, в другій половині грудня відвідав острів Понапе (східні Каролінські острови), а 5 січня 1943-го повернувся на Трук.
8 січня 1943-го Хейджо-Мару вийшов з Труку для супроводу конвою S (8-ма транспортна операція),  який прямував з Японії до Рабаулу на острові Нова Британія (тут знаходилась головна передова база японців, з якої вони провадили операції на Соломонових островах та сході Нової Гвінеї). Хейджо-Мару зустрів конвой майже за тисячу кілометрів на захід від Труку та певний час супроводжував його, а 17 січня повернувся на Трук.
20—24 січня 1943-го Хейджо-Мару виходив з Труку для ескортної місії, яка, можливо, полягала у сприянні ешелону D конвою № 35 (так само перевозив підкріплення для військ, що вели боротьбу за Соломонові острова).
До початку весни Хейджо-Мару продовжував ескортну службу в районі Труку, зустрічаючи та проводжаючи різноманітні судна, а 2 березня разом зі ще одним переобладнаним канонерським човном Чоун-Мару вирушив для супроводу танкера Ніппо-Мару, який вів на буксирі підводний човен I-33 (у вересні 1942-го затонув в лагуні Труку внаслідок аварії). На шляху цього загону до нього приєднувались інші кораблі ескорту, а 18 березня він досягнув японського порту Саєкі (Хейджо-Мару прибув сюди добою раніше).
З 13 квітня по 19 травня1943-го  Хейджо-Мару проходив ремонт на корабельні Uraga Senkyo, а потім до другої половини червня ремонтувався на належній ВМФ верфі у Йокосуці. 25 червня він вирушив звідси та невдовзі узяв під охорону конвой №3625, який прямував на Трук. Втім, це не завадило підводному човну USS Jack 26 червня потопити два із трьох суден конвою (при цьому атаку на третє перервав не Хейджо-Мару, а літак). 6 липня залишки конвою прибули до пункту призначення.
15 липня — 2 серпня 1943-го Хейджо-Мару здійснив рейс до острова Науру та назад, виконуючи завдання з охорони конвою. Ще один подібний рейс Хейджо-Мару провів у період з 8 по 23 серпня.
1 вересня 1943-го корабель рушив у третій рейс на Науру. 4 вересня за п'ять сотень кілометрів на південний схід від Труку американський підводний човен USS Albacore перехопив і торпедував Хейджо-Мару. Корабель затонув, при цьому разом з ним загинули 3 члени екіпажу.